# Kerk van de Heilige Charalampus
De Kerk van de Heilige Charalampus (Russisch: Харла́мпиевская це́рковь) (ook: Kerk van de Aartsengel Michaël) is een van de oudste Russisch-orthodoxe kerken in de Russische stad Irkoetsk.

## Locatie
De kerk is gelegen in het centrum van Irkoetsk, aan de Oelitsa 5e Armi (5-й Армии) 59.

## Geschiedenis
In 1738 werd een houten kerk gebouwd in Irkoetsk die op 24 januari 1739 werd ingewijd door de bisschop ter ere van de heilige martelaar Charlampus. Een stenen kerk volgde in de jaren 1777-1779. Sinds de bouw van de stenen kerk wordt de kerk ook Aartsengel Michaëlkerk genoemd. In de eerste helft van de 19e eeuw vonden er classicistische verbouwingen aan de barokke kerk plaats, waarschijnlijk als gevolg van aardbevingen. Op 31 december 1861 werd Irkoetsk getroffen door de zwaarste aardbeving in de geschiedenis van de stad. Een lange renovatie van de kerk volgde die eerst in 1868 werd afgesloten. De enorme stadsbrand die Irkoetsk in 1879 trof beschadigde ook de toren en het dak van de kerk.
De kerk stond als een van de weinige kerken in de verre omtrek van Irkoetsk in een maritieme traditie, waar deelnemers aan expedities en ontdekkingsreizen werden gezegend door de kerk.
Tijdens de oktoberrevolutie werd de kerk in 1917 bij gevechten tussen Roden en Witten beschadigd. De schade werd in 1918 weer hersteld. Na de inname van Irkoetsk door de Roden in 1920 volgde in het begin van de jaren 30 de gedwongen sluiting van de kerk, waarna het bergafwaarts ging met het gebouw. Toren, koepels en kruisen werden gesloopt en door de nieuwe bestemmingen die het gebouw kreeg werd het interieur vernietigd. In de Sovjet-periode werd de voormalige kerk gebruikt als slaapplaats voor studenten. Later maakte de bibliotheek van de universiteit gebruik van het gebouw.
In 1998 keerde de kerk terug naar het bisdom van Irkoetsk. Vanaf 2005 onderging de kerk een restauratie en werden de koepel en toren herbouwd.

## Trivia
De Russische admiraal en leider van het Witte leger tijdens de burgeroorlog, Aleksandr Koltsjak, trouwde in 1904 in de Charalampuskerk.

## Historische afbeeldingen

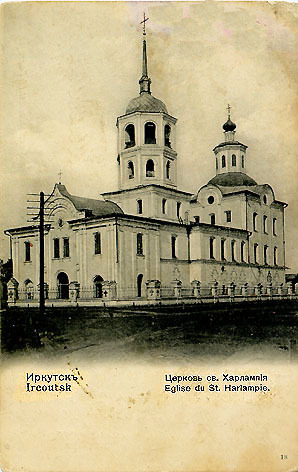
De kerk op een oude ansichtkaart
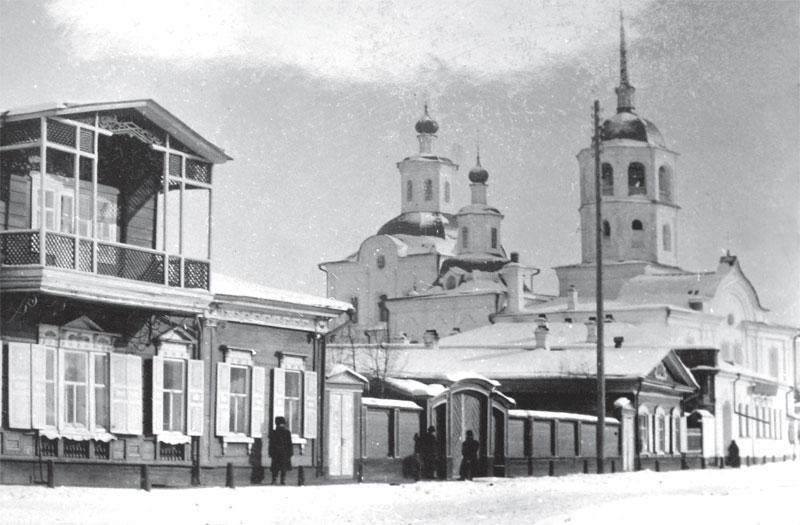
Foto circa 1910
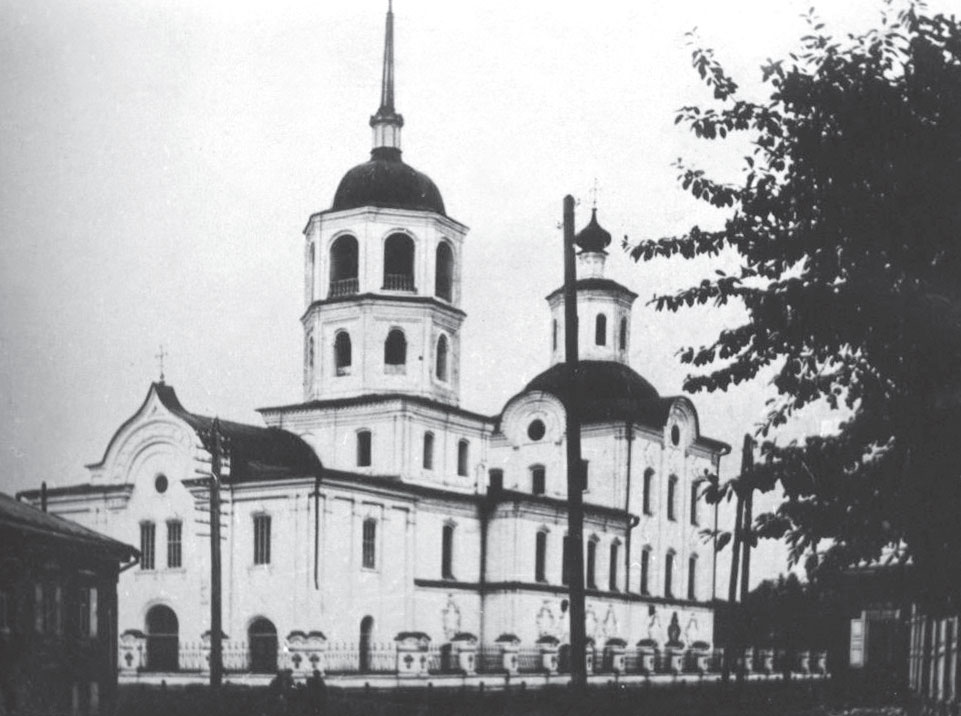
Afbeelding 1910